# Anii 180
Secole: Secolul I - Secolul al II-lea - Secolul al III-lea
Decenii: Anii 130 Anii 140 Anii 150 Anii 160 Anii 170 - Anii 180 - Anii 190 Anii 200 Anii 210 Anii 220 Anii 230
Ani: 180 | 181 | 182 | 183 | 184 | 185 | 186 | 187 | 188 | 189